# ATP Linz 1982
L'ATP Linz 1982 è stato un torneo di tennis giocato sulla terra rossa. È stata la 3ª edizione del torneo che fa parte del Volvo Grand Prix 1982. Si è giocato a Linz in Austria dall'8 al 14 marzo 1982.

## Campioni

### Singolare maschile
Anders Järryd ha battuto in finale  José Higueras con il punteggio di 6–4, 4–6, 6–4

### Doppio maschile
Anders Järryd /  Hans Simonsson hanno battuto in finale  Rod Frawley /  Paul Kronk con il punteggio di 6–2, 6–0